# خانزرت
خانزرت (به هلندی: Ganzert) یک منطقهٔ مسکونی در هلند است که در بورن واقع شده‌است. خانزرت ۲۱۰ نفر جمعیت دارد.